# Hilda Strauss
Hildegard Strauss Cortissoz, conocida como Hilda Strauss (Barranquilla, 22 de octubre de 1933 - Bogotá, 20 de diciembre de 2022),fue locutora de radio, instructora de disciplinas místicas,  presentadora de radio y televisión, escritora y columnista de prensa colombiana de ascendencia alemana.

## Biografía
Su labor profesional en los medios masivos de comunicación colombianos comenzó en 1953, en Radio Modelo, de la mano de Hernando Téllez Blanco.
Fue, además, modelo y pionera de la televisión comercial en Colombia, durante más de 35 años emitió el programa radial llamado "La radio de Hilda Strauss" por la emisora La Voz de Bogotá.
Fue empresaria de fórmulas para el tratamiento de la piel, fórmulas naturales nutricionales y elementos místicos para la meditación. Publicó once libros y fue columnista invitada en varios periódicos y revistas.
Dirigió y presentó el programa "La Radio de Hilda Strauss" por la Cadena Todelar, junto a sus hijas, Irene e Irma Robledo, y su nieto, Nicolás Bejarano. Trabajó ininterrumpidamente en la radio desde 1985.

Hilda Strauss falleció el 20 de diciembre de 2022 en la Clínica del Country en Bogotá.

## Trayectoria profesional

### Radio
Radio Modelo: locutora de planta, bajo la dirección de Hernando Téllez Blanco (maestro personal y director encargado) 1953-1954.
Caracol Radio: estuvo en los programas:
- ‘Pase la tarde con Caracol’. Cadena Básica Barranquilla. 1985 - 1986.
- ‘La mañana de Caracol’. Cadena Básica Bogotá. 1986 - 1987.
- ‘De 3 a 5 con Hilda Strauss’. Radio Reloj 2004.
- ‘La mañana de Hilda Strauss’. Radio Reloj 2004 - 2005.

RCN Miami: ‘Especial con Hilda Strauss’, Miami USA. 1997 - 1998.
Todelar: 
- ‘Todelar con Hilda Strauss’. Emisora La Voz de Bogotá 1988-1991.
- ‘Familia Todelar’. Radio Continental, Cadena Básica 1987-2003.
- ‘De 9 a 11 con Hilda Strauss’. Radio Continental, Cadena Básica 2011-2017.
- ‘La Radio de Hilda Strauss’. La Voz de Bogotá 2017-2022.

Cadena Súper
- ‘Variedades Súper 1’ 2003-2004.
- ‘Variedades Súper 2’ 2005-2011.

### Televisión
En 1955, Hilda Strauss fue la primera modelo que realizó comerciales en vivo en la naciente televisión colombiana. A partir de entonces condujo:
- ‘Musical Pielroja’ 1955-1960.
- ‘Fiesta sorpresa Ras’. Director: Otto Greiffestein 1956.
- ‘Los Postres Royal preguntan’. Programa juvenil de concurso. Inicio: 1959.
- ‘Canasta de sueños’ Punch. 1962.
- ‘Dígalo con música’ 1965-1967.
- ‘Hogar Club’ 1968.
- ‘Magazín 70’. Presentadora y comentarista.
- ‘Cocina con Hilda’ Animadora y presentadora. 1970.
- Lanzamiento de ‘Tele-9 Corazón’ Noviembre de 1970.
- ‘Si lo sabe, cante’. Producción y organización propias 1970-1972.
- Participación en el II Festival de la Canción de New York con el programa ‘Si lo sabe, cante’ 1971.
- ‘Hilda al vivo’ 1971.
- ‘Entrevistas a personajes’. Dirección: Bernardo Ramírez 1971.
- ‘Los maestros’. Musical con Jaime Llano González 1972.
- Concurso ‘Ama a tu prójimo’. Presentadora y animadora 1972.
- ‘Preguntas y respuestas’. Concurso 1973.
- ‘Cuidado con las mujeres’. Director: David Stevel. RTI Televisión 1979.
- ‘El mundo de las mujeres’. Colombia y México.
- ‘Entrevistas’. Director: César Simons Pardo.
- ‘Galaxia musical’. Directora y presentadora 1981.
- Animadora oficial de Protón Televisión.
- ‘A grandes rasgos’. Con Mario Carrizosa y ‘Chapete’.
- ‘Variedades infantiles’. Producciones JES.
- Programa de concurso-Chiclets Adams. Infantil y juvenil. Conductora y animadora.
- Seriado de Navidad (‘Significado esotérico de la Navidad’) 1996.
- ‘Un paso al más allá’. Animadora. Canal 7.
- Presentaciones en ‘Despierta América’. Programa matutino de Univisión emitido desde la ciudad de Miami 1998.
- Presentación de secciones para el programa ‘Bravíssimo’. Canal Citytv 2002.
- Presentación de secciones para el programa ‘Mujeres en línea’. Canal Citytv Julio de 2002 a noviembre de 2003.

### Empresaria
En 1986, creó HILDA STRAUSS FÓRMULAS NATURALES, empresa dedicada a la comercialización de productos cosméticos naturales, alimentación inteligente y desarrollo interior. Cuenta con 36 tiendas en Colombia.

### Modelo
Modelo Pasarela Barranquilla/Bogotá 1950.
Modelo profesional para casas de moda como Valdiri, Bertha Smith, David Lohman, Marlene Hoffman, Alberto Paredes, Casa de Modas Martha Emilia, Coltejer.
Delegada por Colombia en Santiago de Chile al lanzamiento de los textiles colombianos.
Elegida para representar a Colombia en competencia con todos los países de América en el Waldorf Astoria de New York 1965.
Dentro de los comerciales realizados se destacan: Cigarrillos Pielroja, Chiclets Adams, Compañía Colombiana de Tabaco, Postres Royal, Gaseosas Postobón, Máquinas Singer, Banco Popular (Caja de Ahorros), Coltejer (Coltepunto, Tricot, Tejidos Única) y más de 100 marcas de diversa índole.

### Otras actividades
- Presentadora (Speaker) desfiles de moda, pasarela, vestidos de baño, colección verano Barranquilla/Bogotá 1950.
- Directora del concurso ‘Modelo 77’. Pass-it-on.
- Televisión USA, Estación WDSU, programa ‘Mid-Day’. Periodista: Terry Fletcher.
- Televisión USA, Canal 6. Periodista: John Pela.
- Maestra de ceremonias en el II Festival Internacional de la Canción de Bogotá 1971.
- Animadora del Desfile Internacional de Reinas de Belleza, Baile del Año 1973.
- Animadora de ‘Los jueves del CPB’.
- Banquete del Millón. Presentadora y animadora junto a Édgar Perea y Hugo Arango. Noviembre de 1985.
- II Festival de la Canción Colombiana. Animadora junto a Carlos Muñoz.
- Directora y organizadora del lanzamiento y línea Coltepunto de Coltejer S.A 1967-1968.
- Jefa de Relaciones Públicas de Peter-Pan de Colombia.
- Jurado Calificador en la elección y coronación de la señorita Bogotá City TV (perteneciente a la Casa Editorial El Tiempo) 2004.
- Delegada de Proexpo a New York, como directora del certamen ‘Exposición Internacional de la Industria’ 1966.
- Encargada de la convención ‘Ciudades hermanas’ (Gainsville, Miami, Bogotá) 1967.

## Premios y reconocimientos
- Declarada Ciudadana Honoraria de Nueva Orleans. Le fueron entregadas las ‘Llaves de oro’ de la ciudad 1960.
- Obtuvo para Colombia el único Premio Internacional de Modelaje en el Waldorff Astoria de New York 1965.
- Calificada fuera de concurso en el ‘Desfile Año 2000’ en competencia con todas las casas de moda del momento. Diseñadora personal de Hilda Strauss: Marlene Hoffman 1966.
- Zipa de Oro a Mejor Animadora y Presentadora 1979.
- Premio de la Asociación de Locutores Profesionales de la Costa atlántica.
- Primera dama de la Televisión Colombiana 1984.
- Premio Febor de Labor Cosmética 1989 y 1990.
- Premio Guillán a la Labor en Radio y TV 1995.
- Distinción como Mejor Presentadora de Radio por la Asociación Colombiana de Locutores 1995.
- Personaje del año del Atlántico.
- La voz femenina más destacada en la radio 1996.
- Premio Gremio Locutores del Valle del Cauca a Mayor Sintonía 1996.
- Distinción a 12 años de invaluable labor en la radio colombiana por la Asociación Colombiana de Locutores 1997.
- Servicios distinguidos de Florida. Dr. Roberth Thomas. (Sherman of Council of Hundred) 1977.
- Mujer más sobresaliente de 1990. Hilda Strauss al Desarrollo Empresarial.
- Asociación de Profesionales siglo XXI (Aporte a la industria de la radio).
- Página de Oro de la revista ‘Viernes cultural’.
- Premio Julián Ospina de la Asociación Colombiana de Locutores. Máxima distinción colombiana a un locutor por toda una vida de contribución a los medios.
- Diversas distinciones a ‘Único Programa Radial Colombiano’ con el primer índice de audiencia de sintonía permanente durante 18 años consecutivos.
- Premio Arco de Europa Modalidad Oro. Frankfurt 2003.
- Century International Quality Era Award. Ginebra, Suiza 2004.
- International Quality Summit. New York 2005.
- Calidad Suramérica. São Paulo, Brasil 2006.
- Master Qualidade. São Paulo, Brasil 2007.
- Star Award. París, Francia 2007.
- Premio Empresa Colombiana del Año. Ciudad de Panamá 2008.
- Premio Internacional Quality Crown, categoría Diamante. Londres, B.I.D. 2008.
- Premio Calidad Panamericana (Abiqua) a Hilda Strauss Fórmulas Naturales. São Paulo, Brasil 2010.
- Latin American Quality Award a Hilda Strauss Fórmulas Naturales. Santa Marta 2010.
- Premio Empresa Colombiana del Año a Hilda Strauss Fórmulas Naturales. Bogotá 2010.

## Publicaciones
- Evolución, el único camino. Tomo I. Lerner Ltda. 1993-1997.
- Evolución, el único camino. Tomo II. Impreandes. 1993-1997.
- Evolución, el único camino. Tomo III. Sigma Editores Ltda. 1993-1997.
- La Navidad es esotérica. Sigma Editores Ltda. 1994-1997.
- Secretos de la energía positiva. Sigma Editores Ltda. 1995-1997.
- ¿Qué es magia?. Lerner Ltda. 1995-1997.
- Hilda Strauss-Evolución. Revista de colección que contiene temas cosméticos, naturales y espirituales. 2001.
- Secretos de la energía positiva. Intermedio Editores. 2010.
- Meditación. Un camino universal. Intermedio Editores. 2010.
- El gran libro de la etiqueta. Intermedio Editores. 2010.
- La vida mística de Jesús. Intermedio Editores. 2011.
- Maestros de la sabiduría mística. Intermedio Editores. 2013.
- Hilda Strauss le enseña. Columna semanal en el diario ‘Hoy’ (Casa Editorial El Tiempo). 2003 a 2008.